# Western Balkans Investment Framework
Western Balkans Investment Framework (WBIF) er en fælles finansieringsmekanisme lanceret af Den Europæiske Union i 2009 for at støtte den socioøkonomiske udvikling og EU‑integration i Vestbalkan. Den kombinerer tilskud, lån og teknisk bistand til at gennemføre større infrastrukturprojekter i seks vestbalkanske økonomier: Albanien, Bosnien-Hercegovina, Kosovo, Montenegro, Nordmakedonien og Serbien.
WBIF er et hovedinstrument i EU’s Economic and Investment Plan for the Western Balkans og bidrager til regionens tilpasning til EU‑standarder inden for transport, energi, digitalisering, miljø og social infrastruktur.

## Formål
WBIF har til formål at:
- Fremskynde gennemførelsen af strategiske infrastrukturprojekter i overensstemmelse med EU‑politik og Transeuropæiske Transportnetværk (TEN‑T)
- Understøtte EU‑tiltrædelsesprocessen ved at fremme reformer og regionale forbindelser
- Mobilisere private og offentlige investeringer gennem blended‑finansiering
- Støtte regionens Green Agenda for the Western Balkans

## Struktur
WBIF kombinerer:
- EU‑tilskud, primært fra Instrument for Pre‑Accession Assistance (IPA III)
- Lån fra internationale finansieringsinstitutioner, bl.a.:
  - Den Europæiske Investeringsbank (EIB)
  - European Bank for Reconstruction and Development (EBRD)
  - KfW (Tyskland)
  - Europarådets Udviklingsbank
  - Verdensbanken (World Bank Group)
- Teknisk bistand og støtte til projektforberedelse

Den styres af en styregruppe med repræsentanter fra Europa‑Kommissionen, EU‑medlemsstater, partnerlande og finansielle institutioner. Implementeringen koordineres af WBIF‑sekretariatet, som er hostet af EIB.

## Prioriterede sektorer
Projekter støttes inden for:
- Transport (veje, jernbaner, havne, lufthavne)
- Energi (transmissionsnet, vedvarende energi)
- Miljø (vandforsyning, affaldshåndtering)
- Digital infrastruktur (bredbånd, 5G‑beredskab)
- Social infrastruktur (sundhed, uddannelse)

## Nøgletal
Pr. 2024 har WBIF:
- Støttet over 260 infrastrukturprojekter
- Givet mere end €3 mia. i EU‑tilskud
- Mobiliseret investeringer for over €24 mia.
- Maskeret alle seks vestbalkanske partnerøkonomier

## Udvalgte projekter
- Jernbanerenovering Tirana–Durrës–Rinas (Albanien): Cofinansieret af et EU‑tilskud (€35,5 mio.), et EBRD‑lån (€36,9 mio.) og national egenfinansiering[1]
- Jernbanekorridor Vc (Bosnien‐Hercegovina): Opgradering af udvalgte strækninger, cofinansieret af WBIF og EIB‑lån
- Naturgas rørledning (Serbien–Bulgarien): Styrkelse af energisikkerhed og regional integration

## Eksterne links
- WBIF – officiel hjemmeside
- Oversigt over WBIF‑sektorer
- Fuldt projektregister